# Ристо Крле
Ристо Крле (Струга, 3. септембар 1900 — Скопље, 29. октобар 1975) био је македонски писац  један од првих чланова Друштва македонских писаца. За свој рад добио је награду „11. октобар” за животно достигнуће.

## Биографија
Ристо Крле рођен је 1900. године у Струги, као син обућара. Његово образовање је било краткорочно са честим прекидима. До Првог светског рата , завршио је основну школу и годину дана средње школе. Онда, све до 1916, зауставио се са својим образовањем. Када је Македонија била део српске државе, одлучио је да настави са школовањем и успјешно завршио још једну годину средњег образовања. Али, нажалост, његово образовање је поново прекинуто смрћу његовог оца. Као младић, био је запослен, а после Првог светског рата је наследио професију свог оца - обућар.
Његова активност је почела са групом културних извођача Црни Дрим из Струге. Четири године касније, Ристо Крле се придружио аматерској групи глумаца и његова жеља је била да напише своју драму. Но, то се није убрзо десило. У току 1925, отишао је у Поградец, на албанској територији, гдје је живело много Македонаца. Тамо је прихватио да ради као комуна, који остаје годину дана. Док је радио у Албанији, Ристо је добио идеју за своју прву драму − Новац убија, који је премијерно приказан знатно касније - 27. јануара 1938. у Скопљу. Након повратка из Поградеца у Струги, Ристо Крле је био запослен, али након две године отпуштен је као вишак. Да би могао да преживе са својом породицом, он је отворио своју радњу за поправку ципела. Због конкуренције из већих компанија морао је убрзо да је затвори.
Након тога запопшљава се у Скопљу где ради као службеник Скопског монопола, а потом је отишао у Београд, где ради као радник Хипотекарне банке.
По ослобођењу, Ристо Крле је живео у Скопљу и радио као чиновник у Министарству просвете и као администратор у Удружењу књижевника Македоније.
До почетка Другог светског рата написао је још две драме: „Антица” и „Милион мученика”. После 1945. године написао је још три драме: „Гроф Миливој“, „Велики дан“ и „Невеста је пуста девојка“. Његово дело чине још неколико приповедака и недовршена, обимна „Аутобиографија”.

## Стваралаштво
- Новац убија (1938)
- Милиони мученика (1940)
- Антица(1940)
- Велики дан (1950)
- Гроф Миливој (1958)
- Невеста је пуста девојка
- Аутобиографија (први део, 1990)

## Утицај
У 2009. години, македонски писац Ненад Јолдески је написао кратку причу под називом Ристо Крле и бака.